# Sistema Monetário Europeu
O Sistema Monetário Europeu (SME) resultou de um acordo estabelecido em março de 1979 através do qual a maior parte dos países da então Comunidade Económica Europeia acordaram ligar as suas moedas de forma a evitar grandes flutuações de taxa de câmbio entre elas.
Os pontos essenciais do acordo eram:
- o ECU (European Currency Unit - Unidade de Conta Europeia) era um cabaz de moedas, em que todas estavam ligadas de forma a que nenhuma taxa de câmbio bilateral pudesse variar mais de 2,25% relativamente a cada uma das outras.;
- um Mecanismo de Taxas de Câmbio (MTC);
- o Fundo Europeu de Cooperação Monetária - criado em outubro de 1972.

Ajustamentos periódicos permitiam a subida das taxas de câmbio das moedas mais fortes e a descidas das mais fracas, mas após 1986 passou-se a utilizar alterações às taxas de juro internas para manter as taxas de câmbio dentro da banda de flutuação autorizada.
No início dos anos 90, o SME estava pressionado pelas condições  e políticas económicas muito diferentes nos seus países membros, nomeadamente tendo em conta o esforço de reunificação da Alemanha, o que levou à saída do Reino Unido do Sistema. Daqui resultou o chamado compromisso de Bruxelas, que alargou a banda de flutuação para 15%.
Em maio de 1998 um conjunto de países, incluindo Portugal, acordou em fixar permanentemente as respectivas taxas de câmbio, dando origem ao Euro.
Em 1 de janeiro de 1999 foi lançado o SME 2, que já não funciona com base no ECU (cabaz das moedas dos participantes) mas no Euro, que se tornou assim a referência em torno da qual a flutuação máxima da taxa de câmbio não pode exceder os 15%. Este acaba por ser o caminho de entrada para os pretendentes à utilização do Euro.

## A experiência de Portugal no SME

### 1987-1990 — "Crawling peg"
O diferencial de inflação entre Portugal e os seus parceiros comerciais é acomodado por uma política de desvalorização constante do escudo, de 3% ao ano, procurando-se assim manter a competitividade da oferta nacional.
Em 1990 Miguel Beleza (Ministro das Finanças) defende que a adesão ao MTC é uma opção fundamental da política económica. A questão seria quando entrar e quando anunciar a entrada. A resposta era entrar assim que fosse tecnicamente possível, viável e credível. Na mesma altura, Ernâni Lopes olha para o SME como uma etapa no caminho para a UEM: “As economias e as sociedades que se puserem fora do circuito estão a definir-se, ficam definidas…”.

### Outubro1990— "Shadowing"
Começa-se a preparar a adesão ao MTC através da fixação pelo Banco de Portugal (BoP) de um objectivo unilateral de manter o câmbio do escudo dentro de uma banda estreita face a um cabaz dos 5 principais componentes do SME:
- Marco	35,562
- Peseta	19,535
- Franco	19,327
- Libra	14,825
- Lira	10,735

Com esta actuação, o BoP acaba com a acomodação dos diferenciais de inflação face ao exterior, eliminando a sustentação da competitividade via desvalorização da taxa de câmbio. É uma fase de preparação do BoP para o MTC e de avaliação da capacidade de controlar o câmbio do escudo. Para os agentes é um período de adaptação a uma realidade de competição sem protecção cambial.

### 6 de abril de1992— entrada no MTC
Portugal (o escudo) entra no MTC, na banda dos +- 6%, com uma paridade central de 178,735 escudos por ECU (86,939 por Marco). A entrada é considerada por alguns como uma decisão eminentemente política de consagração da estabilidade nominal do escudo face às restantes moedas do SME, o que já acontecia com o "shadowing". O pendor político da decisão pode também passar pelo facto de Portugal estar neste semestre na Presidência da Comunidade. No momento da adesão ao MTC, a inflação média anual estava em 10,2% e a homóloga em 8% (dados de fevereiro). O elevado diferencial de taxas de juro relativamente ao resto da Europa, num cenário em que a liberalização da circulação de capitais era crescente, leva ao afluxo maciço de capitais estrangeiros e à apreciação do escudo, que cedo se torna a moeda mais forte (mais próxima da banda superior de flutuação) do MTC.
Para Cavaco Silva a decisão de entrada visa credibilizar os objetivos de combate à inflação, implicando a alteração da política cambial no sentido da estabilidade de preços e da disciplina orçamental. A adesão ao MTC traz efeitos positivos às transacções, ao investimento e à eficiência dos mercados. Do lado dos efeitos negativos, regista a perda do instrumento taxa de câmbio como sustentador da competitividade — perde-se a autonomia da política monetária.
Nesse ano o relatório do Banco de Portugal indica que o objectivo das políticas monetária e cambial durante o ano foi a estabilização nominal da economia. A situação no mercado de trabalho é definida como de quase pleno emprego, sendo as pressões inflaccionistas difíceis de suster. Até Agosto existe ainda alguma autonomia da política monetária interna, assegurada por restrições à liberdade de capitais. A perda da autonomia da política cambial, que era já relativa dada a política de não acomodação face à evolução de um conjunto de moedas europeias ficou formalizada com a adesão ao MTC do SME. Seguiu-se a liberalização integral dos movimentos de capitais com o exterior. A autonomia da política monetária ficou delimitada pela margem de flutuação do escudo no MTC, ficando a política de taxas de juro inteiramente afecta a estes objectivos. O combate às pressões inflaccionistas passou a ficar inteiramente a cargo de políticas orçamentais.

### 17 de setembro de1992— Primeiras dificuldades
Entra-se num período de fortes pressões no SME. A 14 de setembro a libra tinha desvalorizado 7% e em 16 de setembro abandona o MTC, no que é acompanhada pela libra. A peseta desvaloriza 5%, sem alterações no escudo. A instabilidade do SME em 92 deve-se a motivos essenciais:
- As dificuldades de ratificação do Tratado de Maastricht, marcadas pelo "não" dinamarquês, retiraram credibilidade ao processo de integração e alimentaram movimentos especulativos de ataque às moedas mais fracas do SME;
- A incerteza quanto ao referendo francês, marcado para 20 de setembro, agudizam as tensões;
- A Alemanha encontrava-se em pleno processo de reunificação, sustentando taxas de juro elevadas como forma de evitar tensões inflacionistas.
- As restantes economias lutavam para sair da recessão, pretendendo taxas de juro baixas para estimular o crescimento, mas forçam-se a acompanhar a Alemanha.

Criou-se uma situação de inconsistência entre objectivos de estabilização cambial e crescimento interno e a grelha de paridades perdeu credibilidade.
A 8 de setembro os especuladores atacam a markka finlandesa e conseguem romper a ligação desta ao ECU. Os raids seguintes dos especuladores são à libra e à lira. A Espanha, a braços com taxas de desemprego elevadas e pretendendo ganhar competitividade nas exportações, não acompanha a subida dos juros. Por seu lado, a Alemanha não se mostra disposta a aumentar a oferta de marcos, não defendendo a peseta. Em consequência do realinhamento, escudo e peseta passam para a parte inferior da banda de flutuação.
Em 21 de novembro de 1992 a peseta e o escudo desvalorizam 6%. Esta nova crise resulta do abandono da ligação da coroa sueca ao ECU, uma vez que a situação interna (recessão, pressões inflaccionistas) não permitiria defender a moeda de ataques especulativos. Segundo Cavaco Silva, a desvalorização tratou-se de uma questão de prudência. A evolução da peseta aumenta a competitividade das exportações espanholas e afecta directamente os produtores portugueses. Todo o período seguinte fica marcado pelo dilema do escudo em acompanhar a evolução nominal do marco sem perder competitividade face à peseta (Alemanha e Espanha são os principais parceiros comerciais).
A 13 de maio de 1993 ocorre uma desvalorização de 8% da peseta, com o escudo a desvalorizar 6,5%. O boletim trimestral do Banco de Portugal reconhece que a política monetária alemã é adequada à situação interna do país (inflação), mas que será injustificadamente dura para a maioria dos restantes participantes no sistema. O BoP alega uma que os mercados ainda fazem uma forte associação entre peseta e escudo e que a evolução negativa da peseta, motivada pela má performance económica interna, acaba por estender ao escudo a tendência de depreciação da peseta. A 18 de maio o segundo referendo dinamarquês dá o Sim a Maastricht, seguindo-se a ratificação pelo Reino Unido.

### Alargamento das bandas de flutuação
A 2 de agosto de 1993 as bandas de flutuação passam para ±15%, em resultado de pressões sobre franco francês, coroa dinamarquesa, franco belga, peseta e escudo. Passa-se de uma sistema de câmbios quase fixos a um sistema de câmbios potencialmente flutuantes. Perante um clima de recessão generalizado, reconhece-se que a capacidade de defesa das moedas face a ataques especulativos é reduzida, alargando-se as margens de flutuação.  A apreciação do Banco de Portugal quanto ao período de crise levanta a questão da falta de coordenação das políticas monetárias nacionais num ambiente de perfeita liberdade de circulação de capitais. Conclui-se pela incapacidade dos bancos centrais em defenderem a moeda consistentemente com base apenas nas reservas de divisas (Itália, Reino Unido, Irlanda, Espanha, Portugal, Dinamarca e Bélgica tentaram-no). As taxas de juro são o instrumento mais eficaz, mas a sua utilização é muito restrita, o que explica as tensões do sistema como resultantes do impacto da reunificação alemã. Em dezembro de 1993 Eduardo Catroga toma posse como Ministro das Finanças: “numa pequena economia aberta ao exterior, como a portuguesa, torna-se crucial a preservação da estabilidade cambial na medida em que:
1. favorece a estabilidade dos fluxos comerciais externos;
2. facilita as estratégias e as políticas de médio prazo das empresas, estimulando o investimento produtivo;
3. preserva o poder de compra dos consumidores e o valor patrimonial dos activos internos;
4. contribui para o reforço do processo de desinflação e do custo de financiamento das empresas.”

A 6 de março de 1995 a peseta desvaloriza 7,2%, com o escudo a desvalorizar 3,5%. Este novo período de instabilidade inicia-se com a crise de pagamentos do México e com a consequente recomposição de carteiras dos agentes internacionais, vendendo dólares e comprando marcos. Daqui resultou a valorização do marco face ao dólar. No âmbito do MTC a consequência foi a valorização das moedas mais próximas do marco face às restantes, forçando a desvalorização destas. Coloca-se nesta altura a questão de qual deve ser o referencial relativamente ao qual se deve estabelecer o objectivo de estabilidade do escudo:
- o marco, enquanto reserva de valor internacional, está sujeito a choques externos frequentes. Neste caso, acompanhar a apreciação do escudo seria artificial, porque não baseado num ganho de competitividade interno, e descredibilizaria a política de estabilidade cambial seguida.
- o ECU podia ser um cabaz de referência, mas 30% das moedas que o compunham não fazia parte do MTC.
- a peseta apresentava uma evolução menos credível que o próprio escudo, pelo que seria uma má referência.
- utilizando o franco francês, ou um cabaz composto por marco, franco e peseta, observa-se que o comportamento do escudo através das crises tem sido positivo.

Este choque levanta novamente a questão da ligação entre o escudo e a peseta. O então Ministro das Finanças Eduardo Catroga defende que os mercados acreditam que a peseta se encontrava subavaliada, pelo que mais tarde teria de existir uma inflexão no seu comportamento. Face à necessidade de manter a tendência decrescente de inflacção e taxa de juro, o escudo desvaloriza apenas parcialmente face à peseta, para o que seria a paridade real entre as duas moedas.  Segundo Catroga, a evolução escudo/peseta ao longo dos ajustamentos do MTC representa uma percepção diferenciada dos mercados relativamente às duas moedas, tendo a relação entre as duas moedas vindo a atenuar-se.

### Euro
Em maio de 1998 Portugal faz parte do primeiro grupo de países a fixar definitivamente as taxas de câmbio bilaterais entre as respectivas moedas, que viria a culminar com a introdução do Euro.